# Pentatlo moderno nos Jogos Olímpicos de Verão da Juventude de 2010 - Revezamento misto
A prova do revezamento misto do pentatlo moderno nos Jogos Olímpicos de Verão da Juventude de 2010 foi disputada no dia 24 de agosto na Escola dos Desportos, em Cingapura. Apesar do nome, foram realizadas apenas quatro provas da seguinte maneira: esgrima (espada), natação (revezamento 2x100 metros livre) e o combinado corrida-tiro, onde os pentatletas faziam o revezamento 2x1500 metros e atiravam com pistola a laser. O hipismo não foi disputado.
As medalhas conquistadas nesta prova não contaram para o quadro de medalhas.

## Medalhistas
| Ouro   | UKR Anastasiya Spas RUS Ilya Shugarov            |
| Prata  | CHN Zhu Wenjing KOR Kim Dae-Beom                 |
| Bronze | RUS Gulnaz Gubaydullina LTU Lukas Kontrimavicius |

## Resultados
| Pos.              | Pentatleta                                       | Esgrima           | Esgrima | Esgrima | Natação | Natação | Natação | Combinado corrida-tiro | Combinado corrida-tiro | Combinado corrida-tiro | Total |
| Pos.              | Pentatleta                                       | Vitórias-Derrotas | Pos.    | Pontos  | Tempo   | Pos.    | Pontos  | Tempo                  | Pos.                   | Pontos                 | Total |
| ----------------- | ------------------------------------------------ | ----------------- | ------- | ------- | ------- | ------- | ------- | ---------------------- | ---------------------- | ---------------------- | ----- |
| Medalha de ouro   | UKR Anastasiya Spas RUS Ilya Shugarov            | 63-29             | 1       | 990     | 2:02.25 | 4       | 1336    | 15:42.32               | 9                      | 2312                   | 4638  |
| Medalha de prata  | CHN Zhu Wenjing KOR Kim Dae-Beom                 | 50-42             | 6       | 860     | 2:02.99 | 5       | 1328    | 15:17.11               | 3                      | 2412                   | 4600  |
| Medalha de bronze | RUS Gulnaz Gubaydullina LTU Lukas Kontrimavicius | 35-57             | 22      | 710     | 1:59.05 | 2       | 1372    | 14:59.91               | 1                      | 2484                   | 4566  |
| 4                 | HUN Zsófia Földházi BLR Aliaksandr Biruk         | 45-47             | 13      | 810     | 1:58.39 | 1       | 1380    | 15:36.70               | 7                      | 2336                   | 4526  |
| 5                 | MEX Tamara Vega GER Eric Krüger                  | 49-43             | 8       | 850     | 2:07.95 | 17      | 1268    | 15:23.66               | 4                      | 2388                   | 4506  |
| 6                 | USA Anna Olesinski CHN Han Jiahao                | 46-46             | 11      | 820     | 2:04.24 | 8       | 1312    | 15:34.18               | 6                      | 2344                   | 4476  |
| 7                 | SVK Ela Sedileková FRA Valentin Prades           | 56-36             | 2       | 920     | 2:10.03 | 21      | 1240    | 15:45.63               | 10                     | 2300                   | 4460  |
| 7                 | SIN Valerie Lim UKR Yuriy Fedechko               | 36-56             | 21      | 720     | 2:04.24 | 8       | 1312    | 15:13.54               | 2                      | 2428                   | 4460  |
| 9                 | LTU Gintare Venckauskaite CZE Martin Bilko       | 40-52             | 18      | 760     | 2:05.10 | 12      | 1300    | 15:28.38               | 5                      | 2368                   | 4428  |
| 10                | IRL Emily Greenan MEX Jorge Camacho              | 55-37             | 4       | 910     | 2:06.35 | 13      | 1284    | 16:11.37               | 12                     | 2196                   | 4390  |
| 11                | POL Anna Maliszewska AUS Todd Renfree            | 50-42             | 6       | 860     | 2:11.65 | 22      | 1224    | 15:50.67               | 11                     | 2280                   | 4364  |
| 11                | GER Franziska Hanko POL Karol Dziudziek          | 44-48             | 15      | 800     | 2:09.59 | 20      | 1248    | 15:41.42               | 8                      | 2316                   | 4364  |
| 13                | KOR Choi Min-Ji EGY Eslam Hamad                  | 44-48             | 15      | 800     | 2:00.06 | 3       | 1360    | 16:28.41               | 15                     | 2128                   | 4288  |
| 14                | ITA Gloria Tocchi ITA Andrea Micalizzi           | 47-45             | 10      | 830     | 2:04.80 | 11      | 1304    | 16:28.76               | 16                     | 2128                   | 4262  |
| 15                | EGY Jihan El Midany KGZ Ilias Baktybekov         | 46-46             | 11      | 820     | 2:07.74 | 16      | 1268    | 16:23.84               | 14                     | 2148                   | 4236  |
| 16                | CUB Leydi Laura Moya López USA Nathan Schrimsher | 38-54             | 20      | 740     | 2:03.98 | 7       | 1316    | 16:33.21               | 17                     | 2108                   | 4164  |
| 17                | FRA Manon Carpentier BRA William Muinhos         | 35-57             | 22      | 710     | 2:06.88 | 14      | 1280    | 16:17.28               | 13                     | 2172                   | 4162  |
| 18                | BUL Beatriche Gencheva BUL Doycho Ivanov         | 48-44             | 9       | 840     | 2:08.15 | 19      | 1264    | 16:54.85               | 19                     | 2024                   | 4128  |
| 19                | BLR Marharyta Maseikava KAZ German Sobolev       | 44-48             | 15      | 800     | 2:07.98 | 18      | 1268    | 16:49.94               | 18                     | 2044                   | 4112  |
| 20                | ESP Nuria Chavarría GUA Jorge Imeri Cabrera      | 54-38             | 5       | 900     | 2:13.18 | 23      | 1204    | 17:00.81               | 21                     | 2000                   | 4104  |
| 21                | KAZ Dilyara Ilyassova ESP Aleix Heredia          | 56-36             | 2       | 920     | 2:20.06 | 24      | 1120    | 16:57.64               | 20                     | 2012                   | 4052  |
| 22                | LAT Sindija Roga HUN Gergely Demeter             | 34-58             | 24      | 700     | 2:03.78 | 6       | 1316    | 17:03.05               | 22                     | 1988                   | 4004  |
| 23                | CZE Alice Lencová GBR Greg Longden               | 39-53             | 19      | 750     | 2:04.66 | 10      | 1304    | 17:19.72               | 23                     | 1924                   | 3978  |
| 24                | BRA Mariana Laporte SVK Ján Szalay               | 45-47             | 13      | 810     | 2:07.62 | 15      | 1272    | 19:56.98               | 24                     | 1296                   | 3378  |